# Константий Русис
Константий (на гръцки: Κωνστάντιος, Константиос) е гръцки духовник, мъгленски, воденски и берски митрополит.

## Биография
Роден е в южномакедонския град Кожани с фамилията Русис (Ρούσης) или Капидзоглу (Καπιτζόγλου ). В 1898 година завършва Халкинската семинария. В 1899 година е ръкоположен за дякон. На 5 август 1910 година е избран, а на 8 август в катедралата „Свети Георги“ е ръкоположен за мъгленски митрополит в Лерин от митрополит Калиник Деркоски в съслужение с митрополитите Калиник Одрински и Софроний Мраморноостровен. На 26 юни 1912 е избран за митрополит във Воден. На 13 октомври 1922 година е избран берски митрополит, след което на 5 февруари 1924 година отново заема митрополитския престол във Воден.
Умира на 5 юни 1941 година във Воден.